# Pol·lini

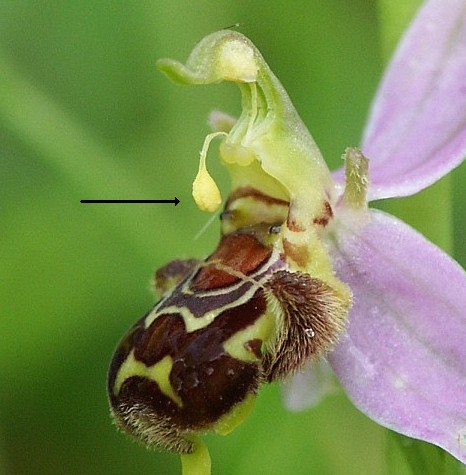
Pol·lini dOphrys apifera

Un pol·lini és una massa compacta i cerosa de grans de pol·len, sovint constituïda per tot el contingut d'una teca o d'una sola antera, que es transfereixen durant la pol·linització com una sola unitat. Aquest procés ocorre regularment en determinades plantes, com ara les orquídies i algunes espècies de la família Asclepiadàcies. Altres espècies vegetals dispersen els seus grans de pol·len ben travats en grups d'una forma determinada. Per exemple, en els brucs sempre estan agrupats de quatre en quatre i és per aquest motiu que, d'aquest tipus de pol·len, se'n diu tètrades.
Les orquídies tenen pol·linis ben definits que formen masses considerables amb una estructura d'orgànul que constitueix el que s'anomena pol·linari. Els pol·linaris de les orquídies sovint són claviformes, molt atenuats a la part terminal, on hi ha un curt apèndix estèril anomenat caudícula. A l'extrem d'aquesta caudícula hi ha una zona manifestament dilatada que forma un petit disc enganxifós anomenat retinacle. Normalment, es projecten dins de la part mitjana del que en l'estructura floral de les orquídies es coneix com a columna. Així, doncs, la combinació de pol·lini, caudícula i retinacle constitueix el pol·linari.